# عبدالرحمن عزام
عبدالرحمن عزام (عربی: عبد الرحمن حسن عزام؛ زاده: ۸ مارس ۱۸۹۳ – درگذشته: ۲ ژوئن ۱۹۷۶) نخستین دبیرکل اتحادیه کشورهای عربی در اجلاس انشاط در تاریخ ۲۲ مارس ۱۹۴۵ شد و تا سال ۱۹۵۲ در این منصب باقی ماند. او عموی عبدالوهاب محمد حسن عزام است.
به او (چه گوارای اعراب) لقب دادند؛ زیرا او در بسیاری از جنگ‌ها علیه صرب‌ها در صفوف عثمانی‌ها و روسیه شرکت کرد. او در جنگ جهانی دوم ارتش متمرکز را تأسیس کرد و اولین جمهوری را در جهان عرب بنام جمهوری طرابلس تأسیس کرد.

## زندگی‌نامه
در روستای الشوبک غربی در الجیزه متولد شد و در رشته طب در مصر تحصیل کرد. در جنگ جهانی اول به همراه عثمانی‌ها جنگید و سپس به لیبی رفت تا در مبارزه با ایتالیایی‌ها شرکت کند، تا جایی که وی به عنوان مشاور رئیس طرابلس انتخاب شد. نیروهای بهم پیوسته را نیز تشکیل داد و آن‌ها را رهبری کرد، تا زمانی که وزیر امور خارجه مصر شد.

## مناصب
در سال ۱۹۲۳ به مصر برگشت. در سال ۱۹۲۴ به پارلمان مصر راه یافت. در سال ۱۹۳۶، ملک فاروق اول او را به عنوان وزیر خارجه و نماینده فوق‌العاده در پادشاهی مصر منصوب کرد. در سال ۱۹۳۹ وزیر اوقاف در وزارت علی ماهر پاشا (۱۸ اوت ۱۹۳۹–۲۷ ژوئن ۱۹۴۰) شد.
در هیئت نمایندگی مصر در کنفرانس فلسطین در لندن در سال ۱۹۳۹ شرکت کرد. از (۱۵ فوریه ۱۹۴۵–۲۴ فوریه ۱۹۴۵) و (۲۴ فوریه ۱۹۴۵–۱۵ فوریه ۱۹۴۶) یکی از اعضای هیئت مصری بود که منشور اتحادیه کشورهای عربی را پیش‌نویس کرد. از ۲۲ مارس ۱۹۴۵ تا ۱۹۵۲ دبیرکل لیگ کشورهای عربی شد. پس از آن، او به عربستان سعودی سفر کرد و در سال ۱۹۷۴ به عنوان مشاور در زمینه حل اختلاف بر سر بورییم خدمت کرد.

## اتحادیه عرب
صاحب ایده ایجاد این سازمان بین‌المللی و اولین دبیرکل عبدالرحمان عزام بوده‌است.
رابطه عبدالرحمان عزام، با اتحادیه عرب قبل از آغاز به کار آن در سال ۱۹۴۵ و قبل از پایان جنگ جهانی دوم شناخته شده بود.
اما کار عزام در اتحادیه عرب نه تنها یک اقدام بوروکراسی سیاسی و دیپلماتیک بود، بلکه همانگونه که برخی از حاکمان عرب می‌خواستند بود، او بین عمل سیاسی و جهاد در میدان‌های جنگ تفاوت قائل نمی‌شد.

## مخالفان
مخالفان عبدالرحمن عزام نه تنها از اعراب بودند، بلکه بزرگترین و خطرناک‌ترین مخالفان وی غیر عرب بودند، به خصوص انگلیسی‌ها و فرانسوی‌ها بودند. وقتی که او برای اولین بار در سال ۱۹۴۶ از پاریس بازدید کرد و کنفرانس مطبوعاتی برگزار کرد و در مورد مسائل عربی و سیاست اتحادیه عرب نسبت به آن‌ها صحبت کرد، سخنانش علاوه بر مسئله فلسطین شامل موضوع لیبی شد و همان‌طور که فرانسوی‌ها انتظار داشتند، مسائل مربوط به تونس، مراکش و الجزایر را دربرگرفت، و باعث برانگیختن مقامات رسمی وغیر رسمی فرانسه شد و روزنامه‌های فرانسوی خواستار متوقف کردن او یا اخراجش از فرانسه شدند.

## مبارزه ملی
علاوه بر این، عزام، قبل از تشکیل اتحادیه عرب و قبل از جنگ جهانی دوم از مصر خواست تا یک نیروی مسلح ملی را تأسیس کند و در زمانی که نخست‌وزیر بود علی ماهر پاشا را در این زمینه متقاعد کرد و این نیروها را به نام ارتش پیوسته به وجود آورد و مصری‌ها که شاهد تأسیس این ارتش بودند، می‌دانستند چگونه انگلیس از آن احساس خطر کرد و چقدر تلاش کرد که آن را ملغی کند، تا اینکه که موفق به برکناری علی ماهر و اخراج عبدالرحمن عزم از وزارت گردید و وی را شخصاً در سخت‌ترین دوره زندگیش، مورد آزار و اذیت قرار داد.

## آثار
- قهرمان قهرمانان یا برجسته‌ترین ویژگی‌های پیامبر اسلام - دارالهدایة ودار القلم - القاهرة - مصر - ۲۰۰۶
- پیام ابدی – دارالشروق و دارالفکر، بیروت ۱۹۶۹ - دارالهدایة ودار القلم - القاهرة - مصر ۲۰۰۶

## درگذشت
عبدالرحمان عزام پاشا در سن ۸۳ سالگی در مصر در تاریخ ۲ ژوئن ۱۹۷۶ درگذشت و در مسجد عزام در حلوان دفن شد. خواسته عزام مرگ در جنگ و میدان‌های جنگی بود.